# Burkeaans conservatisme
Burkeaans conservatisme wordt vaak gebruikt om een specifieke stroming aan te duiden binnen het Conservatisme en is genoemd naar de Ierse conservatieve filosoof en politicus Edmund Burke, en het Burkeaans conservatisme is dan ook grotendeels gebaseerd op zijn geschriften en zijn overtuigingen. 
Men linkt het Burkeaans conservatisme ook wel aan het Traditioneel Conservatisme; de Burkeanen hebben een 'realistisch' mensbeeld, ze zien dat de mensen wel goede kanten hebben, maar dat ze meestal tot het slechte geneigd zijn; om dit te voorkomen, en om het goede naar voren te halen, heeft men sterke, omgevende instituties nodig, zoals gezin, kerk, etc. De Burkeanen erkennen de feilbaarheid van de menselijke kennis, en daarom zijn ze tegen een snelle omwenteling binnen een maatschappij(revoluties), men moet streven naar ontwikkeling langs de lijnen van geleidelijkheid. Daarmee is er verwantschap met het antirevolutionaire gedachtegoed in Nederland. 
Ook is men tegen een utopisch maakbaarheidsbeeld van de maatschappij, en is men tegen te sterke staatsinterventies om die zogenaamde "sociale rechtvaardigheid" te bekomen; in deze zin sluiten de Burkeanen korter aan bij het paleoconservatisme, dan het zogenaamde maakbaarheidsconservatisme die tot uiting komt in het neoconservatisme. 
Economisch gezien zijn de Burkeanen sterke aanhangers van de vrije markt, en de marktwerking, maar staan ze kritisch tegenover de ultrakapitalistische geluiden van het libertarisme; zo bevocht Burke de grote uitbuitingen door de Britse gouverneur in Indië.
In Nederland komt de Edmund Burke Stichting op voor het conservatief gedachtegoed.